# American Songwriter
American Songwriter é uma revista bimestral, criada em 1984 cobrindo todos os aspectos do artesanato e da arte da composição. Possui entrevistas, dicas de composição, notícias, críticas e concursos de letras. A revista está sediada em Nashville, Tennessee.

## História
A equipe do American Songwriter concentra-se em cumprir o objetivo original da revista, conforme estabelecido na primeira edição de agosto de 1984: produzir uma revista perspicaz e intelectualmente intrigante sobre a arte e as histórias da composição.
A American Songwriter abrange todos os gêneros musicais. Ao longo dos anos, as edições incluíram Garth Brooks, Bob Dylan, Poison, Clint Black, John Denver, Smokey Robinson, Wilco, Bon Jovi, Willie Nelson, Billy Joel, Kris Kristofferson, John Mellencamp, Richard Marx, Drive-By Truckers, Paul McCartney, Elton John, Beck, Dolly Parton, Eric Clapton, REM, Weezer, Death Cab for Cutie, Ryan Adams, Jimmy Buffett, Merle Haggard, Rob Thomas, Toby Keith, Eddie Rabbitt, Roger Miller, Inimigo público, Sheryl Crow e James Taylor, Ray LaMontagne, Tom Petty, Neil Diamond, Zac Brown Band, Kings of Leon, Neil Young, My Morning Jacket, Taylor Swift e outros.
Em 2004, a revista, publicada anteriormente por Jim Sharp, foi vendida para um grupo de investimentos com sede em Mobile, Alabama. Em 2011, Albie Del Favero assumiu o comando, "juntando-se à equipe como co-editora e presidente da empresa-mãe ForASong Media, LLC. A extensa experiência de Del Favero na mídia inclui ser a editora fundadora da Cena de Nashville. Mais recentemente, ele atuou como editor do grupo da área de Nashville na SouthComm, que atualmente é dona do The City Paper e da cena de Nashville". Desde 2004, o American Songwriter passou de uma circulação de 2.000 para mais de 30.000 a partir de novembro de 2013 e reivindica um público de aproximadamente 90-95.000 por edição e 150-200.000 visitantes únicos ao AmericanSongwriter.com a cada mês. O American Songwriter é distribuído em todo o mundo.
A revista realiza seis concursos de letras bimensais. O vencedor de cada concurso recebe um novo violão Gibson, um microfone Shure SM58 e um recurso da revista. Um vencedor do grande prêmio anual do concurso de 2014 ganhará uma sessão de co-escrita com Ashley Monroe e terá a chance de gravar uma demo em um dos principais estúdios de Nashville.
Uma seção especial do site, Songwriter U, concentra-se no negócio de composição e inclui artigos sobre coleção de royalties, marketing, turnê, instrução de guitarra e técnica lírica.
Os anunciantes incluem fabricantes nacionais de instrumentos, gravadoras que desejam obter exposição para seus cantores/compositores e bandas, editores que honram conquistas de escritores, estúdios de demonstração, software de gravação e um seleto grupo de empresas não musicais que posicionam seus produtos na cultura musical.